# Expulsão da placenta

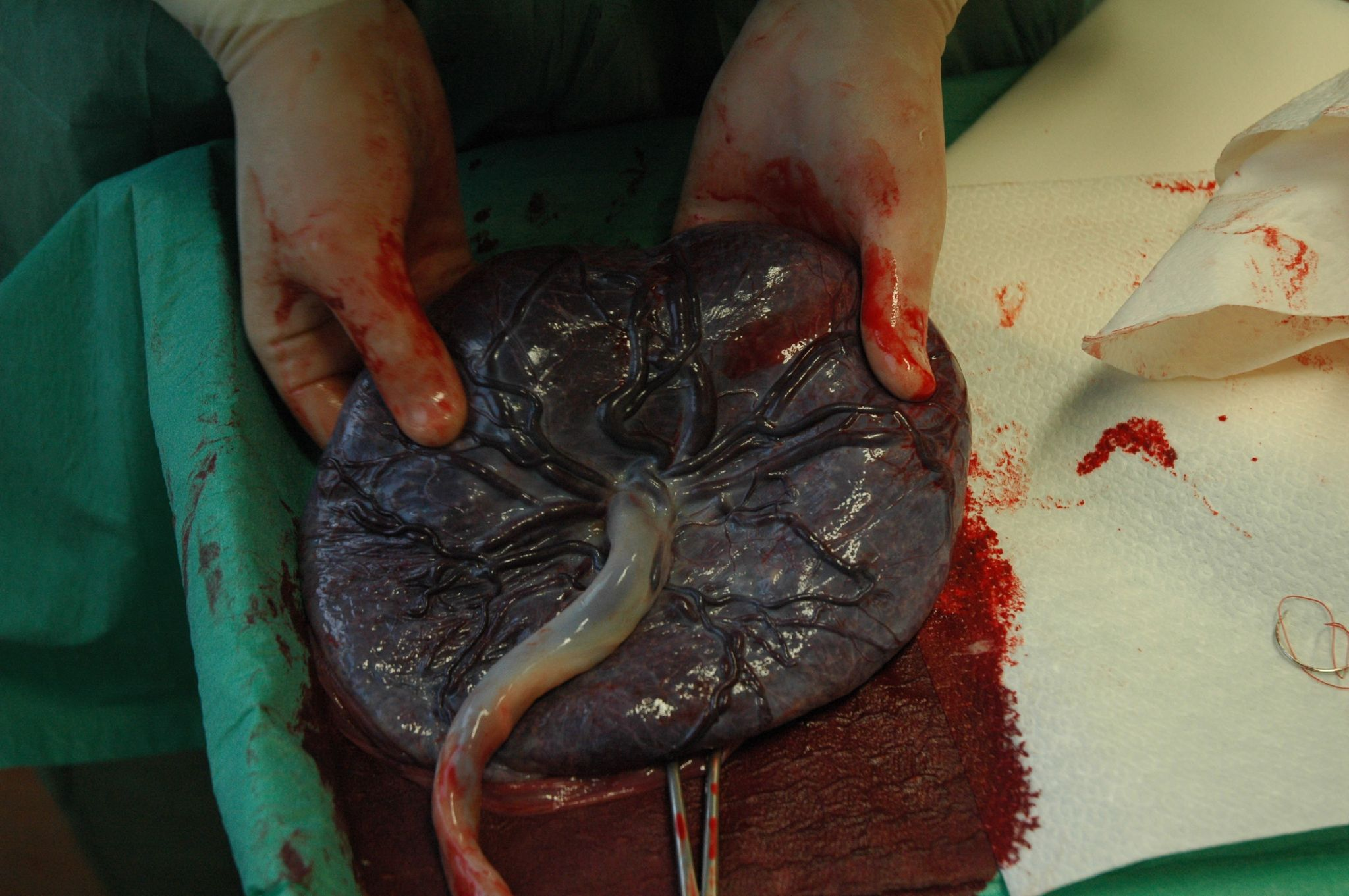
Placenta humana após expulsão

A expulsão da placenta ou expulsão placentária, ocorre quando a placenta sai do canal do parto após o parto. O período logo após a expulsão do bebé até logo após a expulsão da placenta é chamado de terceiro estágio do trabalho de parto .
A terceira fase do trabalho de parto pode ser gerenciada ativamente com vários procedimentos padrão, ou pode ser gerenciada com expectativa (também conhecida como manejo fisiológico ou manejo passivo ), este último permitindo que a placenta seja expelida sem assistência médica.
Embora incomum, em algumas culturas a placenta é mantida e consumida pela mãe durante as semanas seguintes ao nascimento. Esta prática é denominada placentofagia.

## Indução hormonal de separação placentária
À medida que o hipotálamo fetal amadurece, a ativação do eixo HPA (eixo hipotálamo-hipófise-adrenal) inicia o trabalho de parto através de dois mecanismos hormonais. A via final de ambos os mecanismos leva a contrações no miométrio, uma causa mecânica da separação da placenta, que se deve à força de cisalhamento e às alterações contráteis e involutivas que ocorrem dentro do útero, distorcendo o placentoma.

## ACTH fetal
ACTH aumenta o cortisol fetal, que atua por dois mecanismos:
- Aumenta a Prostaglandina F2α, que anula o bloqueio da progesterona e diminui o limiar do receptor de ocitocina; e aumenta a expressão de relaxina, alongando os ligamentos pélvicos
- Aumenta a expressão de PTGS nas células trofoblásticas fetais

O PTGS, por sua vez, produz prostaglandina E2, que é um catalisador da pregnenolona para esteróides C-19, como o estrogénio. O estrogênio aumenta:
- Lubrificação vaginal
- Amolecimento das estruturas de fibras de colágeno no colo do útero, vagina e tecidos associados
- Aumenta as proteínas associadas à contração (ou seja, conexinas)
- A eliminação da placenta por inflamação fisiológica, observe que a inflamação patológica geralmente leva à retenção de membranas (ou seja, placentite)

## Oxitocina fetal
À medida que o eixo HPA é ativado, a hipófise posterior do feto começa a aumentar a produção de ocitocina, que estimula a contração do miométrio materno.

## Alterações celulares da separação placentária
No sétimo mês de gravidez o aumento dos complexos MHC-I na arcada interplacentomal reduz as células bi e trinucleadas, fonte de imunossupressão na gravidez. No nono mês, o revestimento endometrial tornou-se mais fino (devido à perda de células trofoblásticas gigantes), o que expõe o endométrio diretamente ao epitélio trofoblástico fetal. Com esta exposição e o aumento do MHC-I materno, células T-helper 1 (Th1) e macrófagos induzem a apoptose de células trofoblásticas e células epiteliais endometriais, facilitando a liberação placentária. As células Th1 atraem um influxo de leucócitos fagocíticos para o placentoma na separação, permitindo maior degradação da matriz extracelular.

## Alterações vasculares da separação placentária
Após o parto, a perda de sangue fetal que retorna à placenta permite o encolhimento e o colapso das vilosidades cotiledonares, com subsequente separação da membrana fetal.

## Contração uterina
A contração uterina auxilia na liberação da placenta. A contração uterina reduz a área de superfície placentária, muitas vezes formando um hematoma temporário na sua antiga interface. As contrações miometriais podem ser induzidas com medicamentos, geralmente ocitocina, por injeção intramuscular. Já o uso de ergometrina está associado a náuseas ou vómitos e hipertensão.
A amamentação logo após o nascimento estimula a oxitocina, que aumenta o tônus uterino e, por meio de mecanismos físicos, a massagem uterina (o fundo ) também causa contrações uterinas.

## Não-humanos
Na maioria das espécies de mamíferos, a mãe morde o cordão umbilical e consome a placenta, principalmente para benefício da prostaglandina no útero após o nascimento. Isso é conhecido como placentofagia. No entanto, foi observado em zoologia que os chimpanzés se dedicam a nutrir os seus descendentes e mantêm o feto, o cordão e a placenta intactos até que o cordão seque e se desprenda no dia seguinte.
A placenta existe na maioria dos mamíferos e em alguns répteis. É provavelmente polifilético, tendo surgido separadamente na evolução, em vez de ser herdado de um ancestral comum distante.
Estudos em suínos indicam que a duração da expulsão da placenta aumenta significativamente com o aumento da duração do parto.